# Ghép đôi

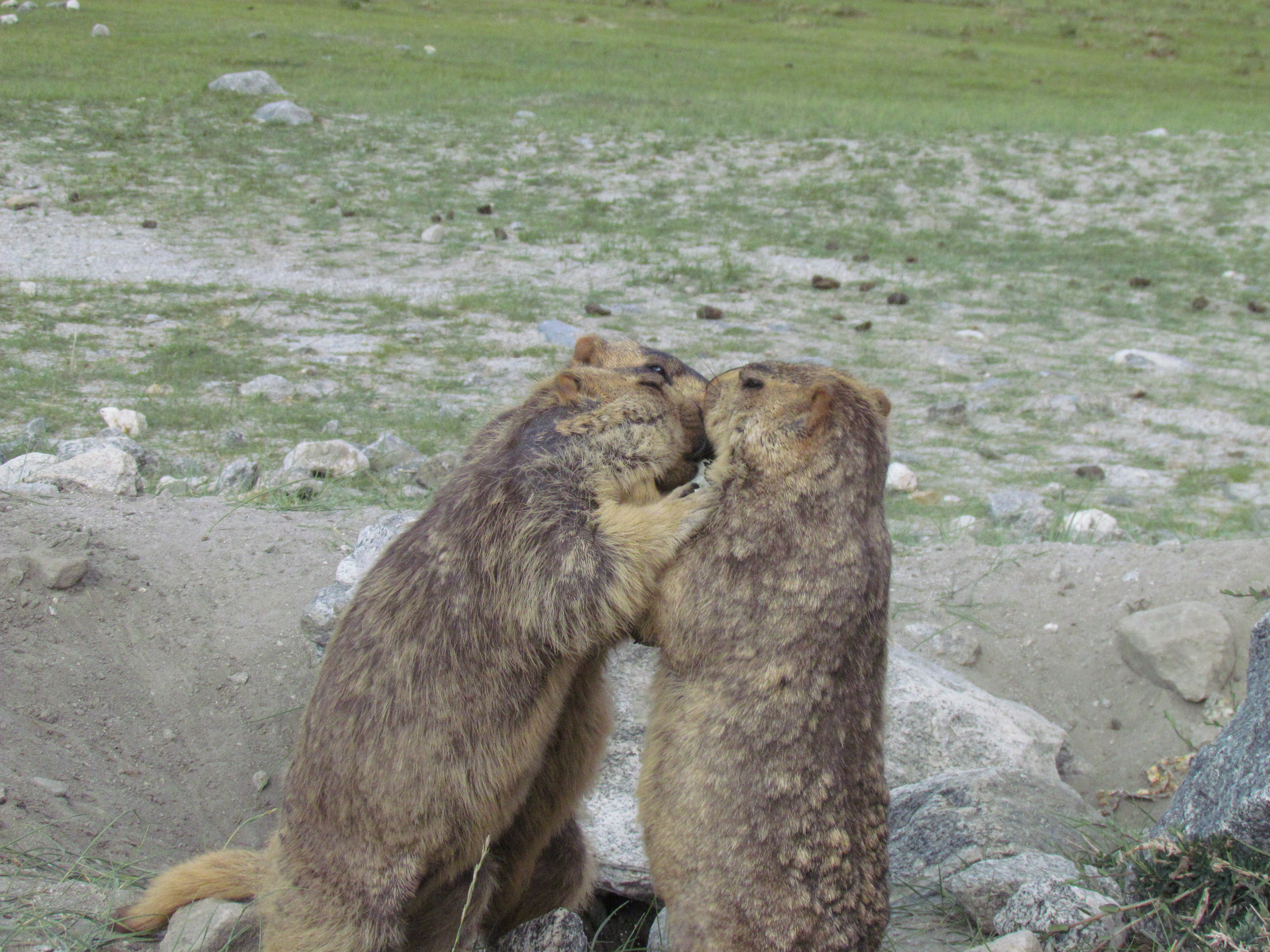
Hải ly được ghi nhận là động vật ghép đôi trọn đời

Ghép đôi hay kết đôi là thuật ngữ sinh học chỉ về sự liên kết cặp đôi, mối quan hệ mạnh mẽ được phát triển ở một số loài giữa một cặp gồm cá thể giống đực và cá thể giống cái, hoặc trong một số trường hợp như một cặp đôi đồng giới tính, có khả năng để sinh con và/hoặc gắn bó suốt đời. Ghép đôi là một thuật ngữ được đưa ra trong những năm 1940, thường được sử dụng trong sinh học xã hội học và sinh học tiến hóa. Thuật ngữ này thường ngụ ý mối quan hệ xã hội một vợ một chồng suốt đời hoặc một giai đoạn giao phối trong các loài. Nó đôi khi được sử dụng trong tham chiếu đến các mối quan hệ của con người.

## Phân loại
Theo các nhà tâm lý học tiến hóa David P. Barash và Judith Lipton, trong tác phẩm The Myth of Monogamy (năm 2001), có phân tích, chi ra một số loại ghép đôi như: 
- Liên kết cặp đôi ngắn hạn (cặp đôi, cặp kè): giao phối hoặc liên kết tạm thời, ví dụ như những cặp hổ bố, mẹ "chung" nhau trong thời kỳ giao phối, chúng có thể, chung sống với nhau cho đến khi hổ mẹ sinh con, kiểu ghép đôi như vậy được gọi là ghép đơn giao. Ở phần lớn các loài chim, đôi trống mái thường chỉ sống với nhau trong một mùa đẻ, thậm chí ở một số loài, đôi chỉ sống với nhau trong một lứa đẻ, nếu như trong mùa đẻ có nhiều lứa.
- Liên kết cặp đôi dài hạn (kết đôi, phối ngẫu): được liên kết với một phần đáng kể trong vòng đời của cặp đó, ví dụ như đàn gà sống với nhau gồm gà trống bố, gà mái mẹ và đàn gà con. Nếu đôi trống mái chỉ ghép với nhau tạm thời trong một mùa đẻ, thì khi một con trong đôi không may bị nạn, con kia sẽ nhanh chóng tìm ghép đôi với con khác.
- Liên kết cặp đôi suốt đời (Chung thủy): Chung sống với nhau cho đến khi chết, điển hình như một số loài chim kết đôi trọn đời như chim uyên ương, thiên nga, ngỗng, hải âu, đại bàng...
- Liên kết cặp xã hội: Những cặp đôi chung sống vì lý do lãnh thổ hoặc xã hội bầy đàn, cũng như trong các tình huống bị lợi dụng nuôi con (bị cắm sừng).
- Mối liên kết cặp đôi chóng vánh (Clandestine): các cặp đôi tiếp xúc và giao phối/giao hợp nhanh chóng, thường là những loài động vật cấp thấp như côn trùng, sâu bọ, một số động vật bậc cao cũng có hiện tượng này gọi là Giao phối ngoại đôi, ở loài người cũng có những biểu hiện ở dạng này như những cuộc tình một đêm.
- Liên kết cặp đôi phức hợp hay hiện tượng Ghép đa giao (Polygynandry): Là một chim trống chung sống với nhiều chim mái hay ngược lại một chim mái với nhiều chim trống cũng có ở một số loài chim như gà, đà điểu, cun cút, nhát hoa hoặc hệ thống giao phối của loài vượn tương tự như kiểu đổi vợ làm tình ("swingers") ở con người. Thỉnh thoảng ở chim cũng có hiện tượng một chim trống cùng sống với hai chim mái trong mùa sinh sản như một con chim trống sẻ đồng đã chăm sóc thêm một chim mái láng giềng, khi chim trống của con này chẳng may bị chết. Đây là trường hợp hiếm có và chỉ gặp ở một vài loài chim ít tham gia vào công việc làm tổ và nuôi con.

## Hình ảnh

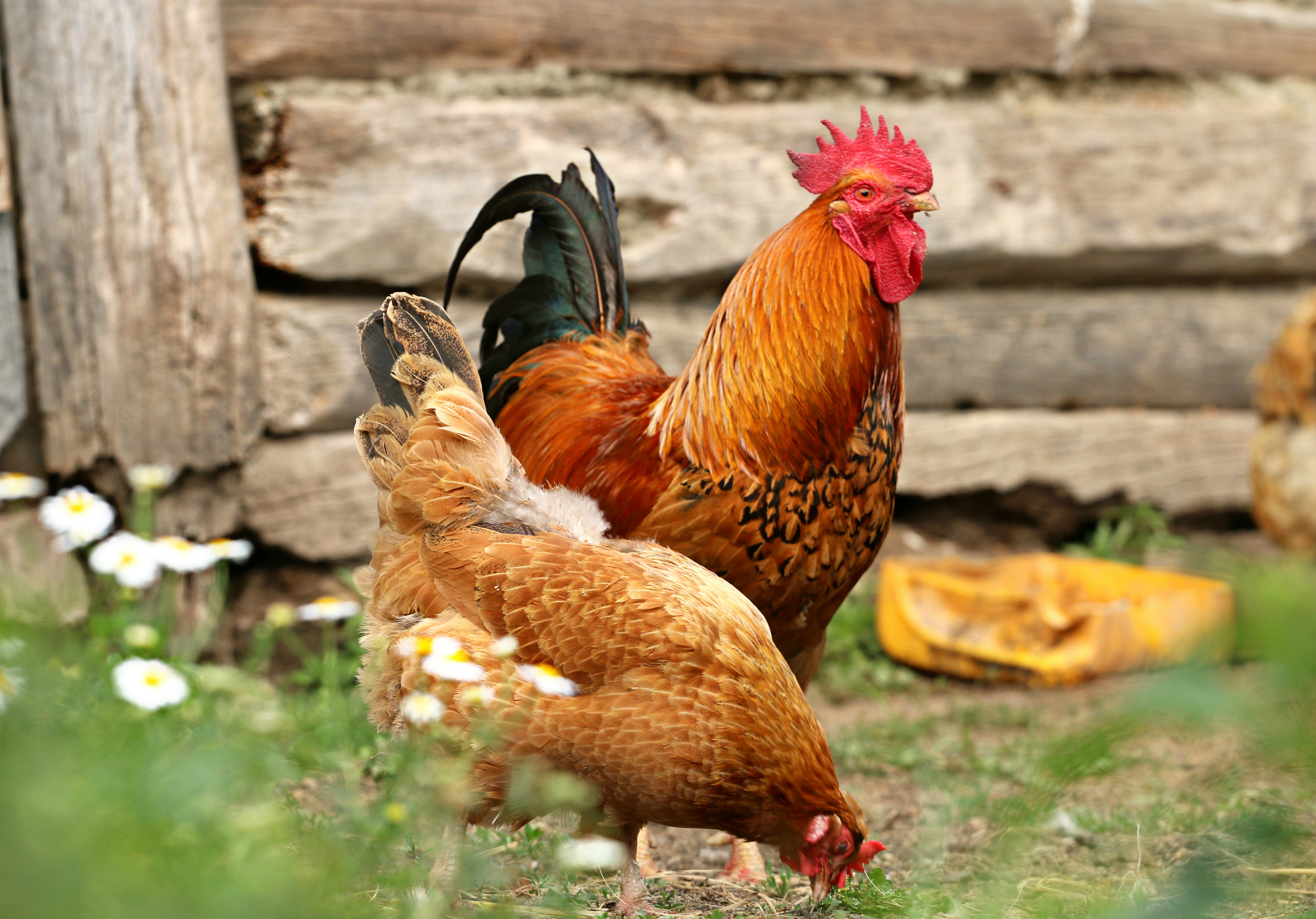
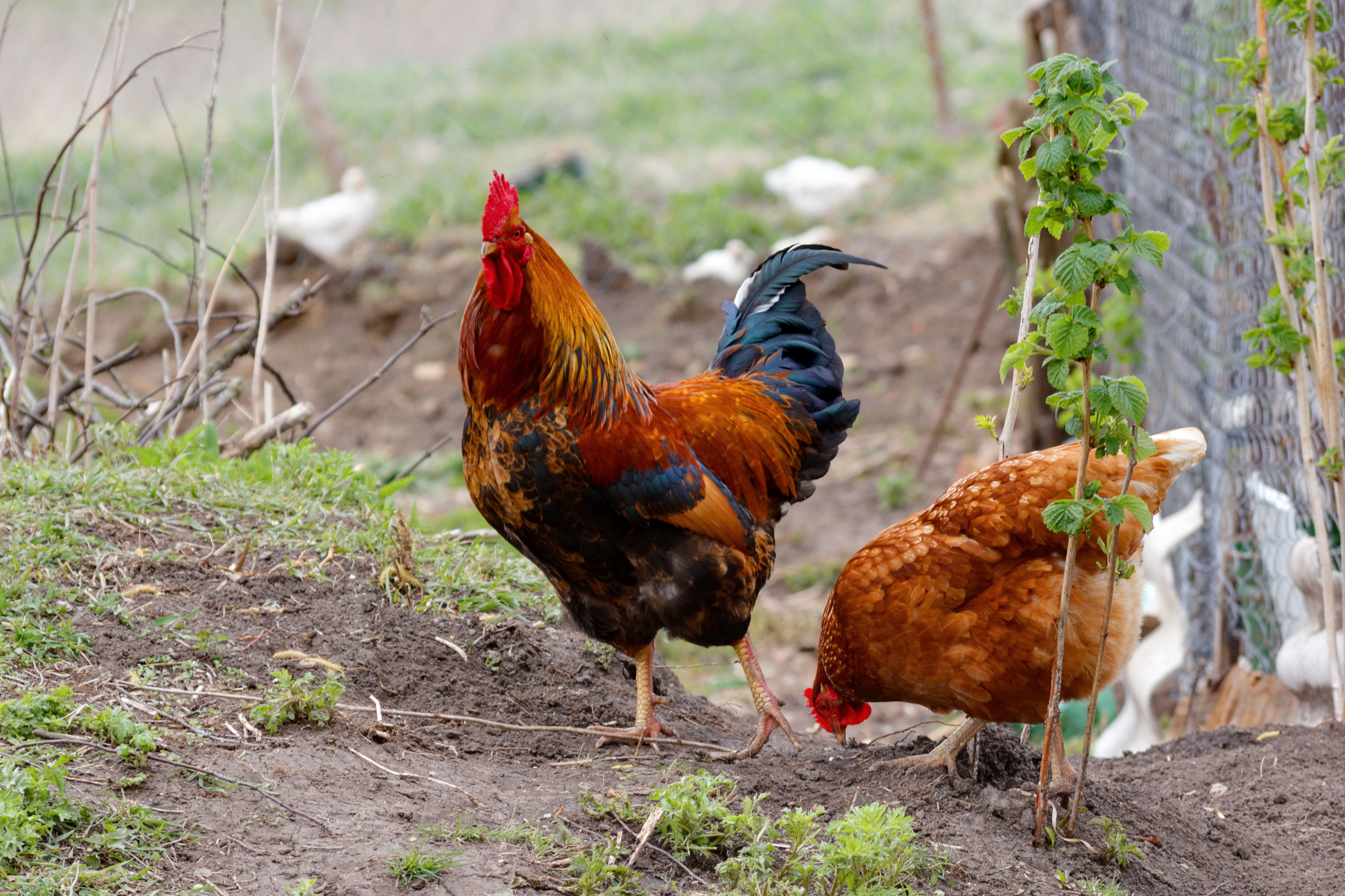
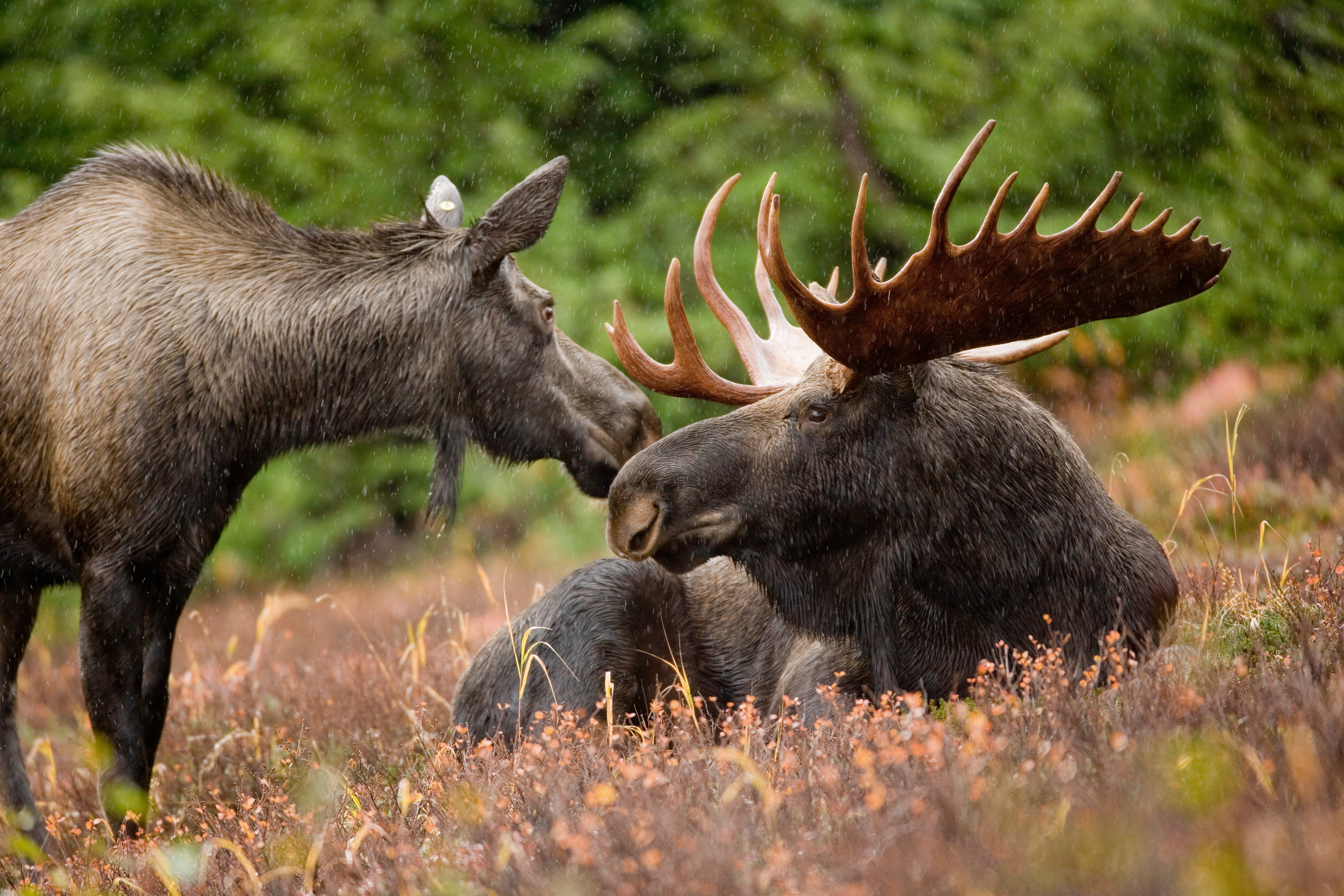
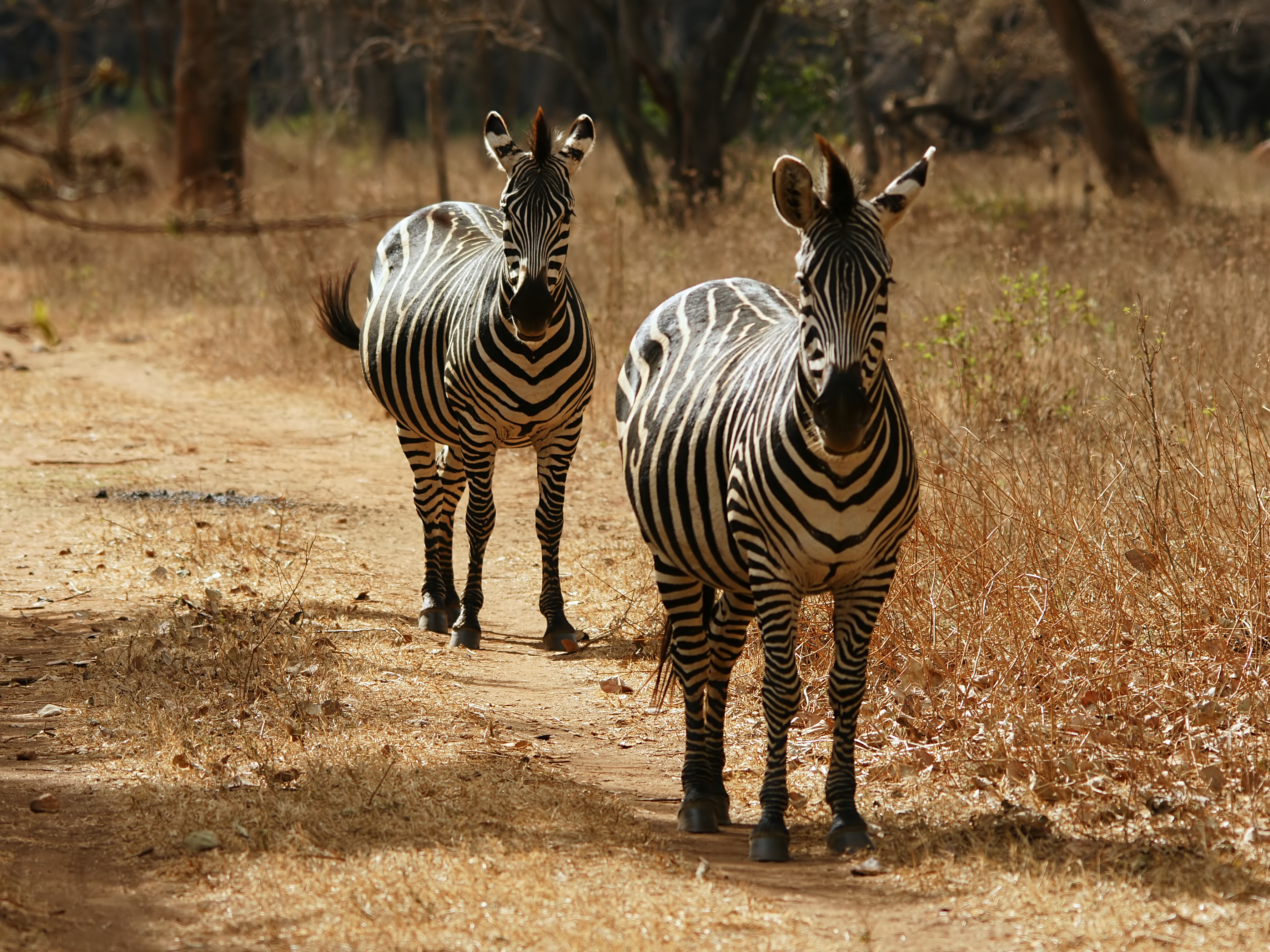